# Distretto di Bardejov
Il distretto di Bardejov (okres Bardejov) è un distretto della regione di Prešov, nella Slovacchia orientale.
Fino al 1918, il distretto faceva parte della contea ungherese di Šariš.

## Geografia antropica
Il distretto è composto da 1 città e 85 comuni:

### Città
- Bardejov

### Comuni
- Abrahámovce
- Andrejová
- Bartošovce
- Becherov
- Beloveža
- Bogliarka
- Brezov
- Brezovka
- Buclovany
- Chmeľová
- Cigeľka
- Dubinné
- Frička
- Fričkovce
- Gaboltov
- Gerlachov
- Hankovce
- Harhaj
- Hažlín
- Hertník
- Hervartov
- Hrabovec
- Hrabské
- Hutka
- Janovce
- Jedlinka
- Kľušov
- Kobyly
- Kochanovce

- Komárov
- Koprivnica
- Kožany
- Krivé
- Kríže
- Kružlov
- Kučín
- Kurima
- Kurov
- Lascov
- Lenartov
- Lipová
- Livov
- Livovská Huta
- Lopúchov
- Lukavica
- Lukov
- Malcov
- Marhaň
- Mikulášová
- Mokroluh
- Nemcovce
- Nižná Polianka
- Nižná Voľa
- Nižný Tvarožec
- Oľšavce
- Ondavka
- Ortuťová

- Osikov
- Petrová
- Poliakovce
- Porúbka
- Raslavice
- Regetovka
- Rešov
- Richvald
- Rokytov
- Smilno
- Snakov
- Stebnícka Huta
- Stebník
- Stuľany
- Sveržov
- Šarišské Čierne
- Šašová
- Šiba
- Tarnov
- Tročany
- Vaniškovce
- Varadka
- Vyšná Polianka
- Vyšná Voľa
- Vyšný Kručov
- Vyšný Tvarožec
- Zborov
- Zlaté